# كارلو تشويكا
كارلو تشويكا (بالإسبانية: Carlo Chueca)‏ هو لاعب كرة قدم ومدرب كرة قدم بيروفي في مركز الوسط، ولد في 23 مارس 1993 في ليما في بيرو. لعب مع أرارات يريفان ونادي شيفاز يو إس أي ونادي مونز.

## وصلات خارجية
- كارلو تشويكا على موقع الدوري الأمريكي (الإنجليزية)
- كارلو تشويكا على موقع قاعدة بيانات كرة القدم.إي يو (الإنجليزية)
- كارلو تشويكا على موقع Soccerway.com (الإنجليزية)